# Kirkouk
Pour les articles homonymes, voir Kirkouk (homonymie).
Kirkouk est une ville du nord de l'Irak, capitale de la province homonyme.
Aujourd'hui, elle est un des plus grands centres pétroliers de l'Irak.
La ville et sa périphérie sont habitées en 2020 par près de deux millions de personnes.

## Géographie

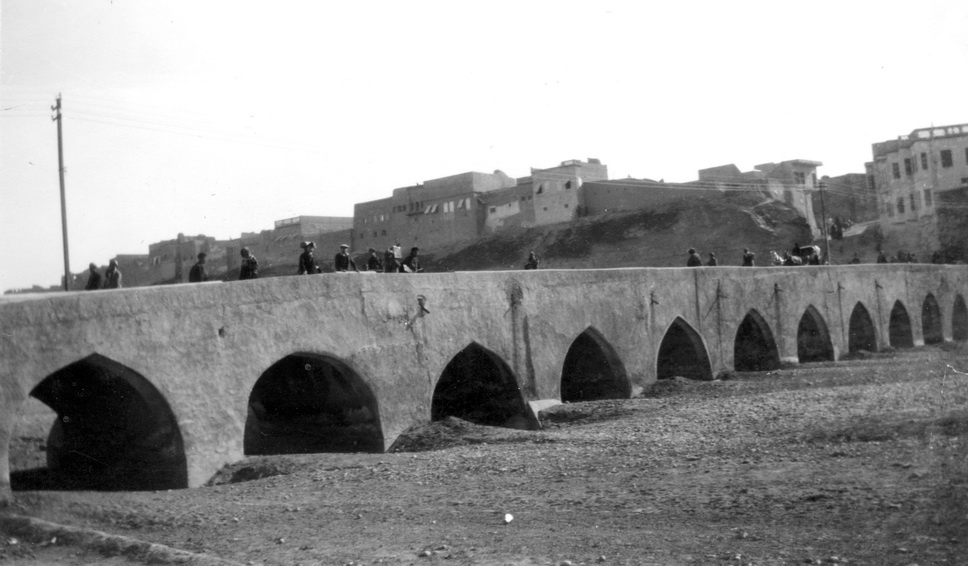
Vieux pont de Kirkouk en 1933.

La ville, située près du Zagros entre Bagdad et Mossoul, est arrosée par la Khasa, un ruisseau saisonnier, affluent du Tigre.

## Population

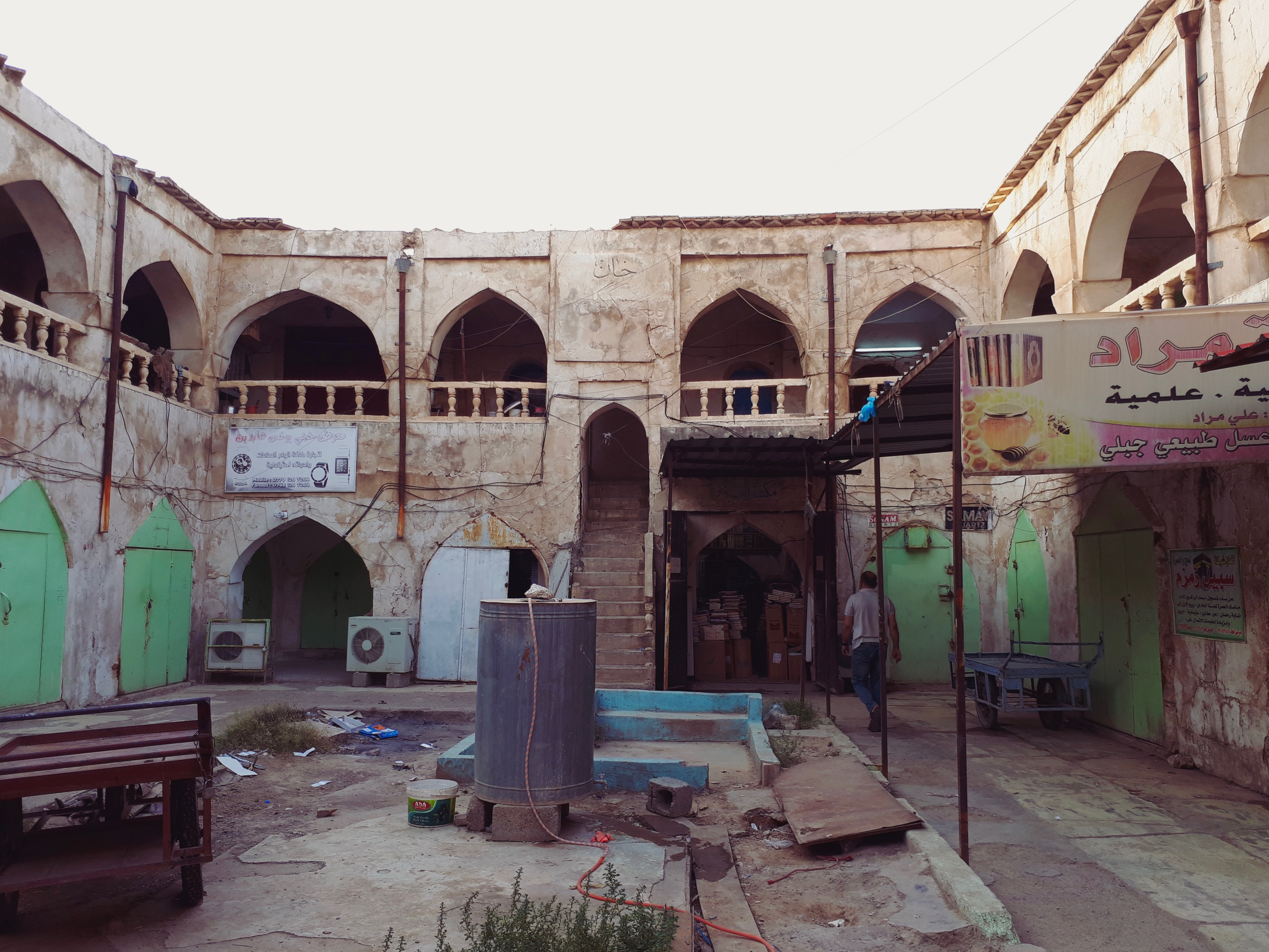
Caravanserail de Kirkouk en 2017.

L'encyclopédiste ottoman Shamsaddin Sami, auteur du Qamus al-A’lam publié à Istanbul en 1897, décrit la démographie de Kirkouk de cette manière : « Les Kurdes représentent les trois quarts de la population. Le quart restant est composé de Turcomans, d'Arabes et autres. Y vivent également 760 juifs et 500 Assyro-Chaldéens ».
Le recensement de 1957 réalisé par le gouvernement irakien présente les chiffres suivants :
187 593 Kurdes, 109 620 Arabes, 83 371 Turcomans et 10 000 chrétiens chaldéens.
À partir des années 1980, le régime de Saddam Hussein s'engage dans un processus d'arabisation qui le conduit à chasser ou déplacer les populations non-arabes de Kirkouk et à y placer des Arabes du Sud de l'Irak. Ces derniers sont incités à venir s'installer en lieu et place des Kurdes contre des avantages financiers et en nature (maison, terre, etc.). Le nettoyage ethnique est d'ailleurs une visée majeure du génocide kurde perpétré par le régime irakien (génocide plus connu sous le nom d'Anfal).
À la chute du régime de Saddam Hussein en 2003, de nombreux Kurdes chassés de leurs terres reviennent s'installer à Kirkouk. Depuis, les Kurdes seraient redevenus majoritaires à Kirkouk, suivis des Arabes et des minorités turkmène et chrétienne.

## Histoire
L'histoire de Kirkouk remonte à l'antique Mésopotamie. Elle s'est développée sur le site de l'antique Arrapha, une des principales villes de l'empire néo-assyrien.
Le nom de Karka remonte à l'époque hellénistique.
Le tell qui recouvre son site archéologique est surmonté d'une petite mosquée, Nābi Daniel, où la tradition voit la tombe du prophète Daniel.
Au début du XVIe siècle, Kirkouk appartenait à la Perse séfévide. Elle est conquise en 1554 par les Ottomans qui en font la capitale d'une province, l'eyalet de Chahrizor, absorbé plus tard par celui de Bagdad.

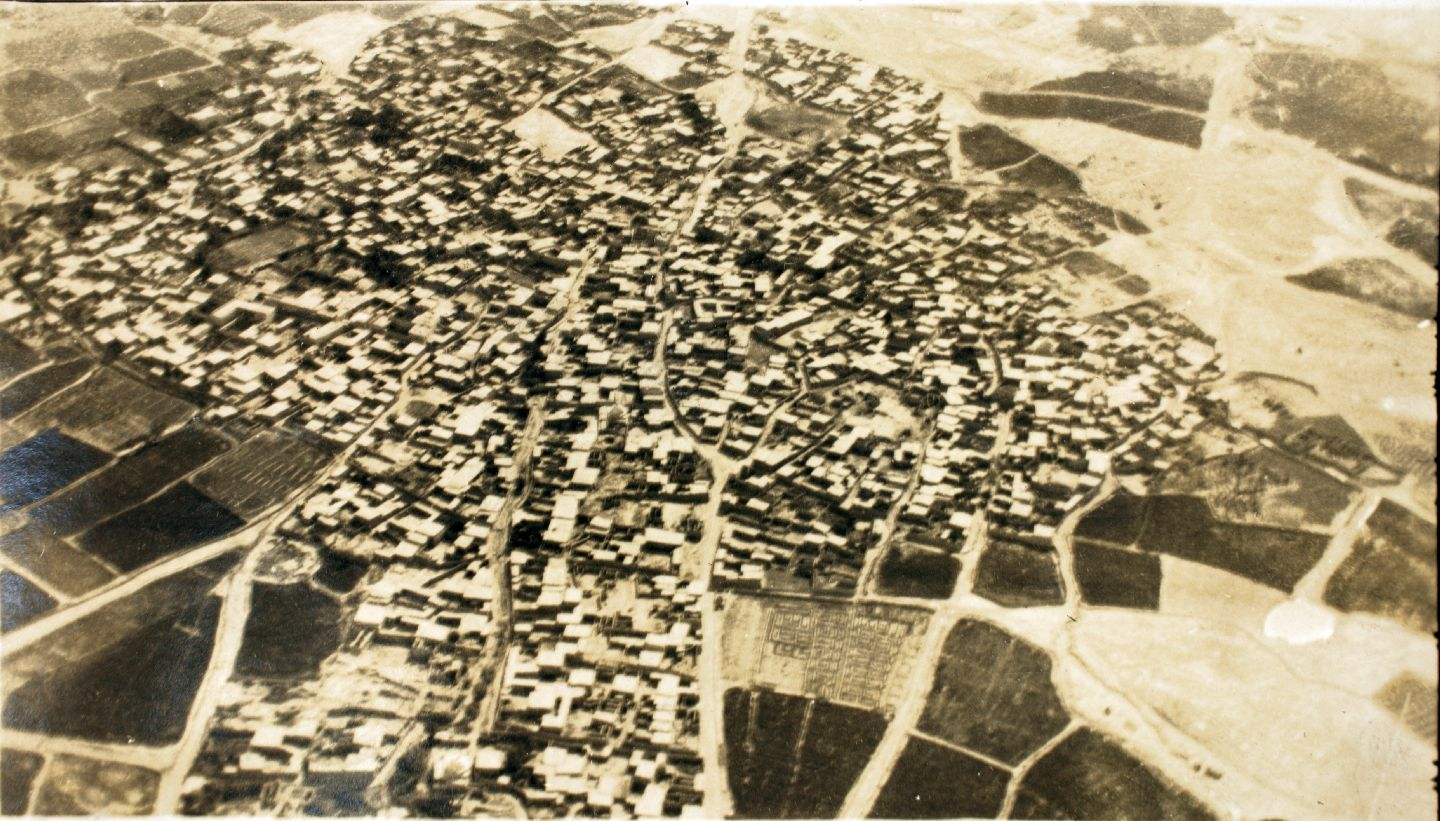
Vue aérienne de Kirkouk vers 1940.

Elle est prise par les Britanniques pendant la campagne de Mésopotamie en octobre 1918.
Elle doit son essor moderne au XXe siècle à la suite de la découverte, le 15 octobre 1927, du plus vaste gisement pétrolifère d'Irak qui amena à la création de l'Iraq Petroleum Company (IPC).

### Kirkouk depuis 1945
Dans les années 1990, Kirkouk est l'une des villes irakiennes touchée par la politique d'arabisation décidée par Saddam Hussein dans le cadre de l'opération Anfal. La chute de ce dernier et l'adoption d'une nouvelle constitution prévoient la tenue d'un référendum (article 140), destiné à abolir toutes les mesures prises par le régime de Saddam et à rétablir l'équilibre démographique prévalant avant celui-ci, en exigeant le rattachement du Kirkouk à la Région autonome du Kurdistan.
La ville de Kirkouk a une grande valeur symbolique pour les Kurdes qui affirment y être installés depuis l'époque des anciens Hourrites. Mais elle est aussi revendiquée par les Arabes sunnites, qui voudraient la rattacher à une « région sunnite » du nord-ouest de l'Irak, et par les Turkmènes.
Néanmoins, les élections locales, largement déterminées par les facteurs ethniques, ont donné la mairie à un parti kurde, l'Union patriotique du Kurdistan (UPK).

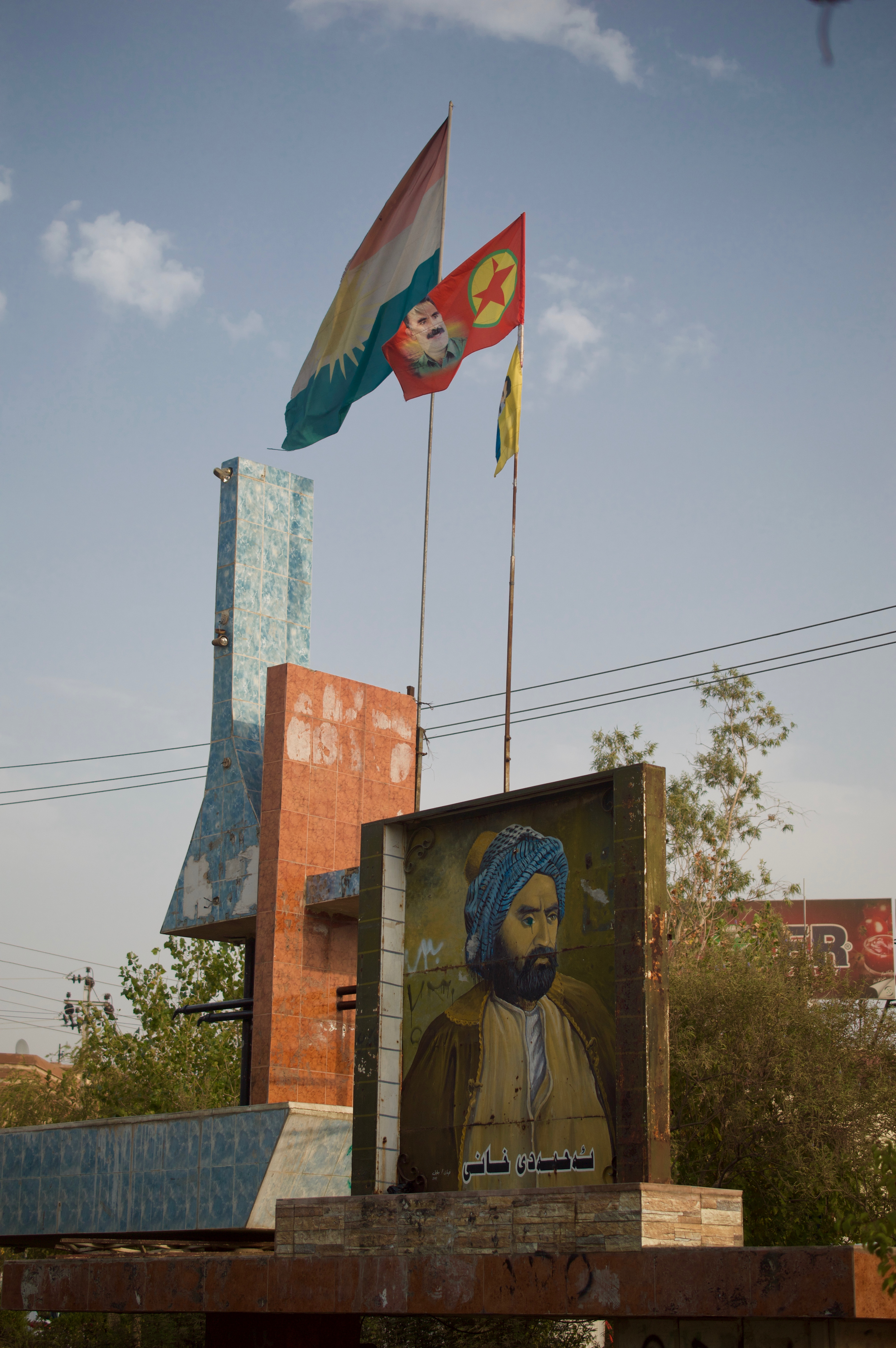
Drapeaux du Gouvernement régional du Kurdistan et du PKK dans le quartier de Rahim Awa en septembre 2017.

Cependant, la Turquie, qui voit le rattachement de Kirkouk au Kurdistan d'un très mauvais œil, fait pression afin d'éviter la tenue de ce référendum, initialement prévu le 15 décembre 2007, et qui a été reporté plusieurs fois. En effet, après la chute de l'Empire ottoman, la Turquie moderne a toujours convoité en vain les régions septentrionales d'Irak (Kirkouk, mais aussi Mossoul et Erbil). Seul un accord entre Ankara et Bagdad autorise l'armée turque à effectuer des opérations militaires dans cette zone. Ainsi, il y a eu, jusqu'en octobre 2007, 24 opérations militaires turques dans le Nord de l'Irak.
En juin 2014, au cours de la seconde guerre civile irakienne, Kirkouk est menacée par l'avance rapide des djihadistes de l'État islamique. Le 12 juin, les peshmergas kurdes occupent la ville évacuée en hâte par les troupes gouvernementales irakiennes. Seule la police, constituée d'Arabes et de Kurdes originaires de la ville, reste sur place. Massoud Barzani, président de la Région du Kurdistan, annonce que le rattachement de Kirkouk au Kurdistan sera durable, et, le 30 juin, demande aux Nations unies de superviser un prochain référendum.
Au début de 2016, une longue tranchée jalonnée de postes fortifiés sépare Kirkouk des zones tenues par l'État islamique. Elle protège la ville des attentats-suicides, mais beaucoup d'habitants craignent qu'elle ne devienne une frontière permanente entre le Kurdistan et l'Irak.
Le 13 octobre, le gouvernement de Bagdad adresse un ultimatum aux peshmergas, leur demandant de se retirer sur leurs positions d'avant 2014. Le 16 octobre 2017, les forces armées irakiennes et les unités de mobilisation populaire reprennent la ville de Kirkouk.
Le gouvernement turc n'a jamais rompu avec un discours revendiquant la région de Kirkouk, comme celle de Mossoul, du fait de leur appartenance à l'ancien empire ottoman.
Un drone turc a été détruit par un Pantsir de l’armée irakienne, celui-ci s’approchant trop de la ville de Kirkouk.

## Équipements et infrastructures
L'université de Kirkouk est ouverte en 2003.